# Gardomir
Gardomir – staropolskie imię męskie. Składa się z członu Gardo- ("dumny, wyniosły", wtórnie: "budzący grozę, okropny") i -mir ("pokój, spokój, dobro"). Mogło zatem oznaczać "ten, który budzi grozę i zapewnia pokój" lub in.
Gardomir imieniny obchodzi 11 października.